# Perry (Utah)
Perry is een plaats (city) in de Amerikaanse staat Utah, en valt bestuurlijk gezien onder Box Elder County.

## Demografie
Bij de volkstelling in 2000 werd het aantal inwoners vastgesteld op 2383.
In 2006 is het aantal inwoners door het United States Census Bureau geschat op 3407, een stijging van 1024 (43,0%).

## Geografie
Volgens het United States Census Bureau beslaat de plaats een oppervlakte van
19,9 km², geheel bestaande uit land.

## Plaatsen in de nabije omgeving
De onderstaande figuur toont nabijgelegen plaatsen in een straal van 12 km rond Perry.